# Łążyn (gromada)
Łążyn – dawna gromada, czyli najmniejsza jednostka podziału terytorialnego Polskiej Rzeczypospolitej Ludowej w latach 1954–1972.
Gromady, z gromadzkimi radami narodowymi (GRN) jako organami władzy najniższego stopnia na wsi, funkcjonowały od reformy reorganizującej administrację wiejską przeprowadzonej jesienią 1954 do momentu ich zniesienia z dniem 1 stycznia 1973, tym samym wypierając organizację gminną w latach 1954–1972.
Gromadę Łążyn z siedzibą GRN w Łążynie utworzono – jako jedną z 8759 gromad na obszarze Polski – w powiecie lipnowskim w woj. bydgoskim, na mocy uchwały nr 24/8 WRN w Bydgoszczy z dnia 5 października 1954. W skład jednostki weszły obszary dotychczasowych gromad Łążyn, Kaźmierzewo, Kuźniki i Zębowo ze zniesionej gminy Mazowsze oraz obszar dotychczasowej gromady Łążynek ze zniesionej gminy Dobrzejewice w tymże powiecie. Dla gromady ustalono 23 członków gromadzkiej rady narodowej.
1 stycznia 1956 gromadę włączono do powiatu toruńskiego w tymże województwie.
Gromadę zniesiono 31 grudnia 1961, a jej obszar włączono do nowo utworzonej gromady Dobrzejewice w tymże powiecie.
Nie mylić z gromadą Łążyń.